# Анкаш (регион)
А́нкаш (исп. Ancash, от кечуа anqash — «голубой») — регион в центре Перу. Площадь составляет 35 826 км². Население по данным на 2017 год — 1 083 519 человек; средняя плотность населения — 30,17 чел./км². Административный центр — город Уарас, первый по величине — Чимботе.

## География

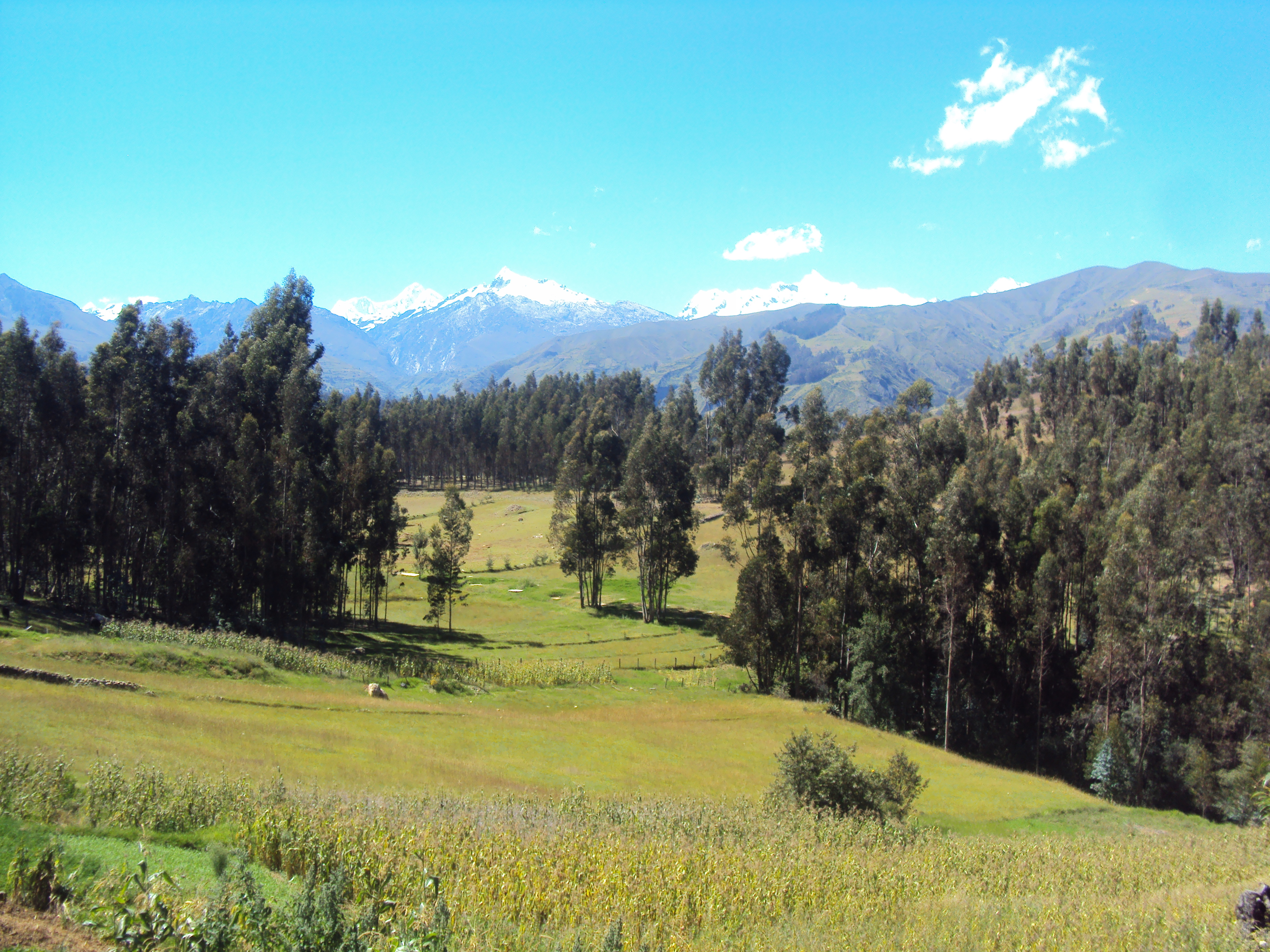
Ландшафт региона

Расположен в центральной части косты Перу. Граничит с регионами: Лима (на юге), Уануко (на востоке) и Ла-Либертад (на севере). На западе омывается водами Тихого океана.
Природа региона, несмотря на его малую площадь, контрастна и крайне разнообразна. Анкаш сочетает в себе пустынное, скалистое побережье Тихого океана, высокогорные долины, пуны, а также высочайшие в стране вершины Анд. Гора Уаскаран — самая высокая точка Перу и одна из самых высоких в Южной Америке и западном полушарии. Уаскаран находится на территории одноимённого национального парка, который является объектом наследия ЮНЕСКО и биосферным заповедником.
Западное побережье Анкаша представляет собой приподнятую над водами Тихого океана пустынную наклонную равнину. Растительность практически отсутствует. Главная отрасль экономики местных населенных пунктов — рыболовство и рыбная промышленность. Побережье усеяно многочисленными скалами. Пустыня иногда прерывается оазисами речных долин, включая долину реки Санта. Западные склоны Анд испещрены глубокими каньонами. Два главных горных хребта региона — Кордильера-Негра и Кордильера-Бланка, растянувшиеся параллельно тихоокеанскому побережью. Кордильера-Негра ближе к пустыне, поэтому не имеет нивального пояса (снегов и ледников), в связи с чем и получила такое название (с испанского — "Черные горы"). Кордильера-Бланка ("Белые горы") выше и влажнее, поэтому на верхушках ее гор лежат ледники, здесь же находится Уаскаран. В высокогорьях множество озер и ледниковых форм рельефа. Между двумя горными хребтами лежит долина Кальехон-де-Уайлас.
Перуанское течение и Эль-Ниньо оказывают сильное влияние на климат территории. В годы усиления Эль-Ниньо территория региона подвергается катастрофическим наводнениям (см. Эль-Ниньо#Влияние на климат различных регионов).

## Экономика

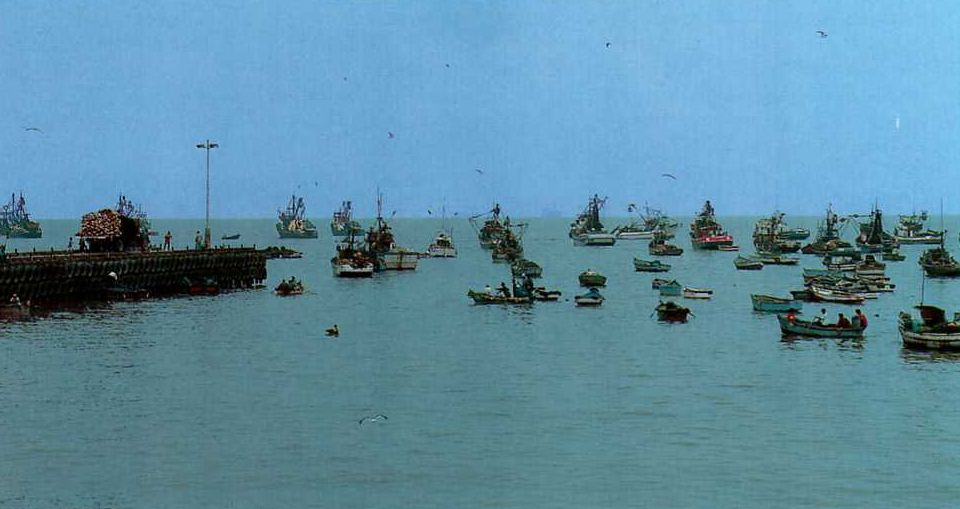
Порт Чимботе

Экономика региона — пятая в Перу. Добывающая промышленность представлена добычей золота, меди, цинка, железа, свинца, угля. В Чимботе есть сталелитейный завод. Гидроэнергетика.
В прибрежных районах важное значение имеет рыболовство. Чимботе в середине XX века был одним из самых крупных рыболовных портов мира, а также лидером по производству рыбной муки (рыбная мука, по-прежнему, один из важнейших экспортных товаров региона). В годы усиления Эль-Ниньо рыболовная промышленность испытывает серьезные трудности, так как ослабевает рыбное, богатое планктоном Перуанское течение.
Сельское хозяйство представлено, главным образом, выращиванием картофеля, пшеницы, ячменя и других культур, а также овцеводством и разведением крупного рогатого скота.

## Население
Численность населения — 1 083 519 человек. Крупнейший город — рыболовецкий порт Чимботе, второй по величине — административный центр Уарас. Большая часть населения проживает в окрестностях этих двух городов. Плотность населения относительно невысокая при сравнении с другими регионами севера перуанской косты — 30 чел/км².
Плотность выше на северо-западном побережье и в долине Кальехон-де-Уайлас, имеющей меридиональную протяженность в центральной части региона. Во многих горных и пустынных районах плотность населения ниже 4 чел/км², в районе Сан-Педро — 1,13 чел/км². Численность населения находится в состоянии стагнации (0,187 % в год), она увеличивается, в основном, в двух крупнейших городах и на побережье Тихого океана, на территории сьерры за 10 лет (2007-2017 гг) она значительно уменьшилась.
Уровень урбанизации — 63,4 % (самый низкий показатель урбанизированной перуанской косты). Половая структура: 50,7 % — женщины, 49,3 % — мужчины. Доля детей до 14 лет — 27 %. В регионе наблюдается самая высокая доля пожилых людей (старше 65 лет) — 10 % и долгожителей (старше 80 лет) — 2,41 %. Уровень грамотности — 85,4 %. Национальный состав: метисы — 55,2 %, кечуа — 34,9 %; на побережье также афроперуанцы (5-10 %). Конфессиональный состав: католики — 76,7 %, протестанты — 15,6 %. 

## История
В 1970 году в провинции произошло сильнейшее землетрясение в истории Перу. Эпицентр находился вблизи побережья, примерно в 35 км от Чимботе. Магнитуда составила 8.0 — 7.9. Жертвами трагедии стали более 74 000 человек.

## Достопримечательности
- Уаскаран (национальный парк) — объект всемирного наследия ЮНЕСКО, главная достопримечательность региона с высочайшими заснеженными горами, в том числе горой Уаскаран;
- Озёра Льянгануко и Парон;
- Пещера Гитарреро — стоянка древних людей;
- Древний монументальный комплекс Чанкильо;
- Пуйя Раймонда — одно из редчайших растений мира, символ Перу, достигает высоты 10 метров;
- Чавин-де-Уантар — комплекс археологических объектов, считающийся центром чавинской культуры;
- Археологическая зона Сечин;
- Рафтинг и трекинг на реке Санта;
- Долина Кальехон-де-Уайлас;
- Дорога тысячи поворотов (исп. Ruta de las mil curvas) — одна из самых высокогорных дорог мира (4735 метров);
- Высокогорные озёра Палькакоча, Канкарака, Контрахиербас, Париакоча и другие;
- Кордильера-Уайуаш — одно из популярнейших мест для приключенческого туризма;
- Пляжи на берегу Тихого океана;
- Каньон-дель-Пато ("Утиный каньон");
- Археологический объект Парамонга.

## Галерея

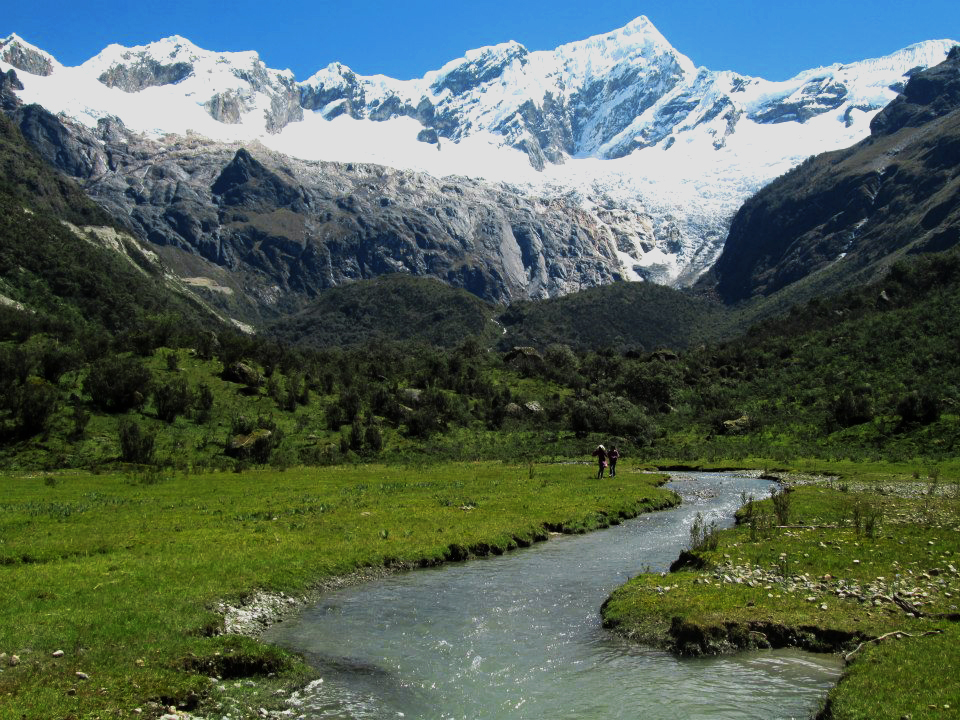
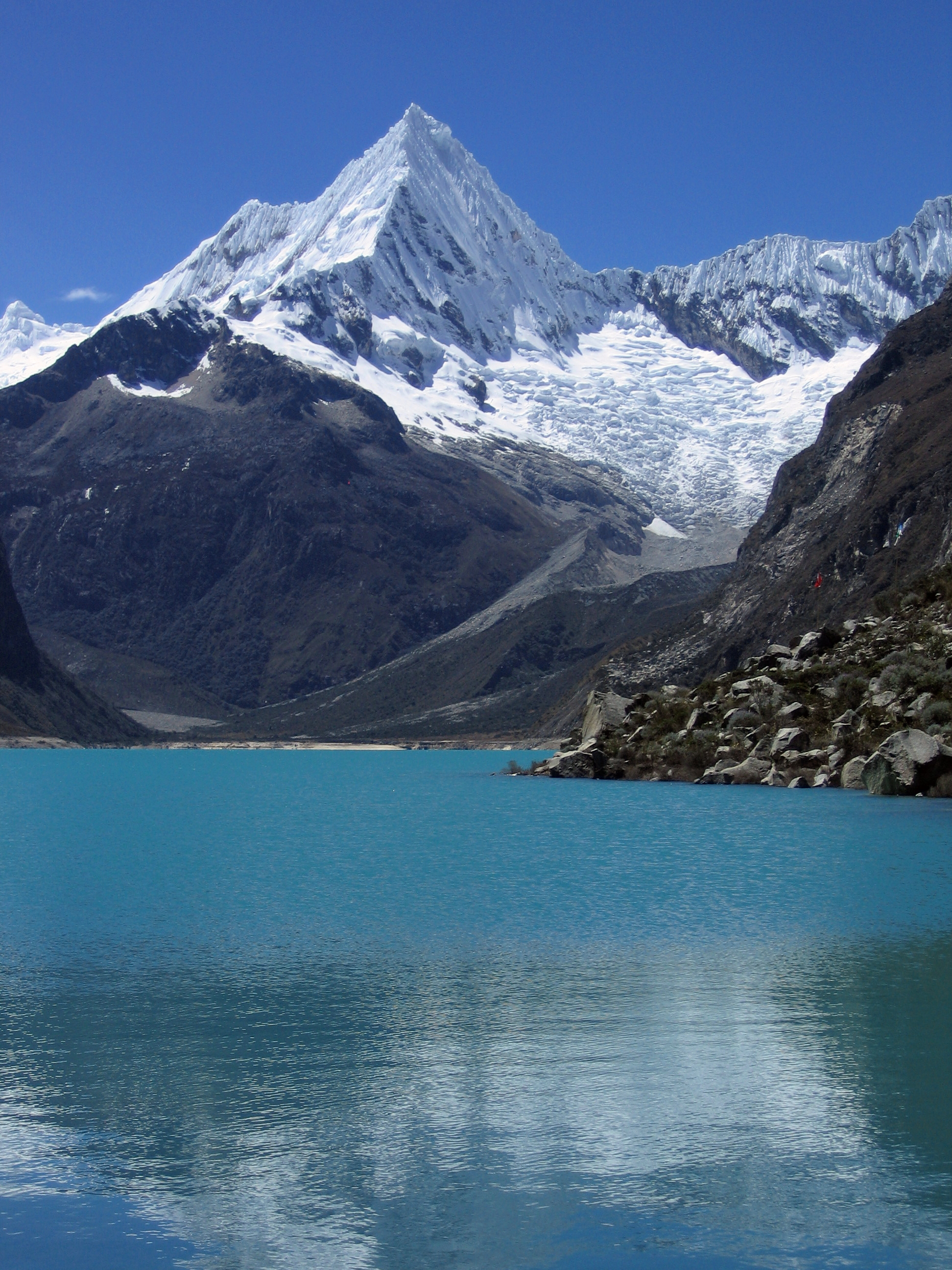
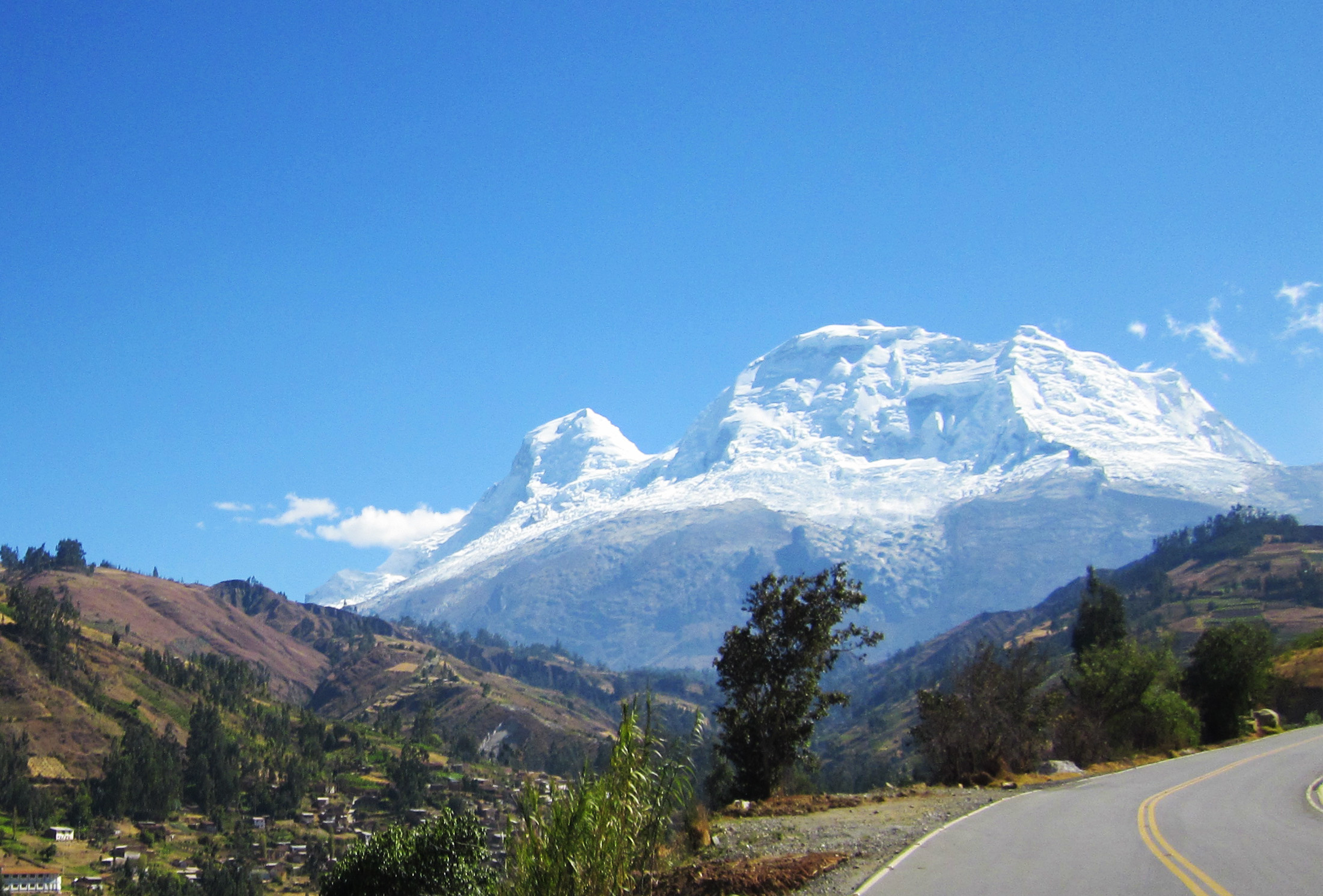
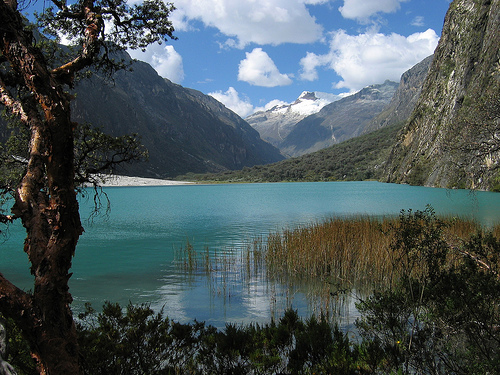
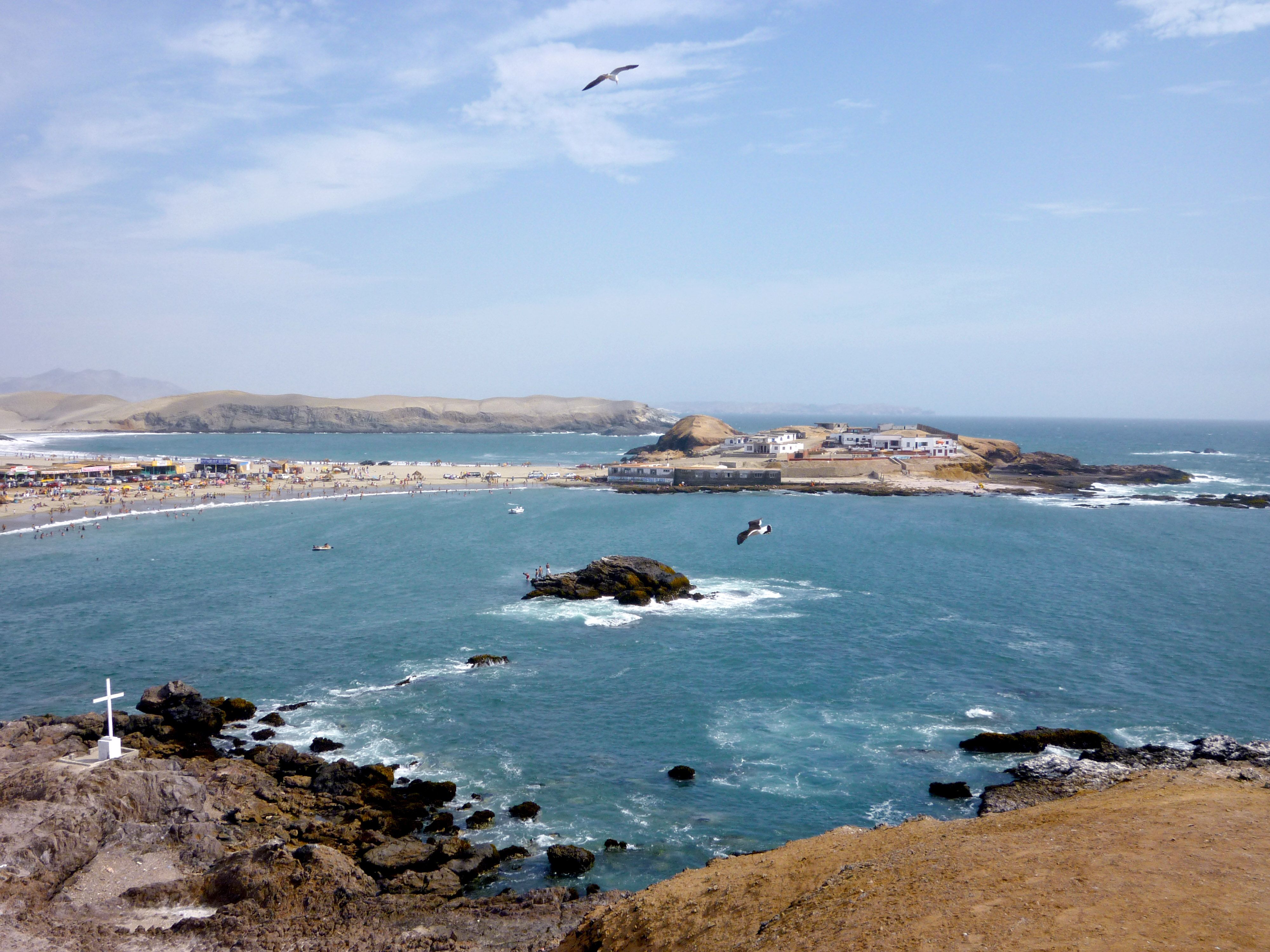
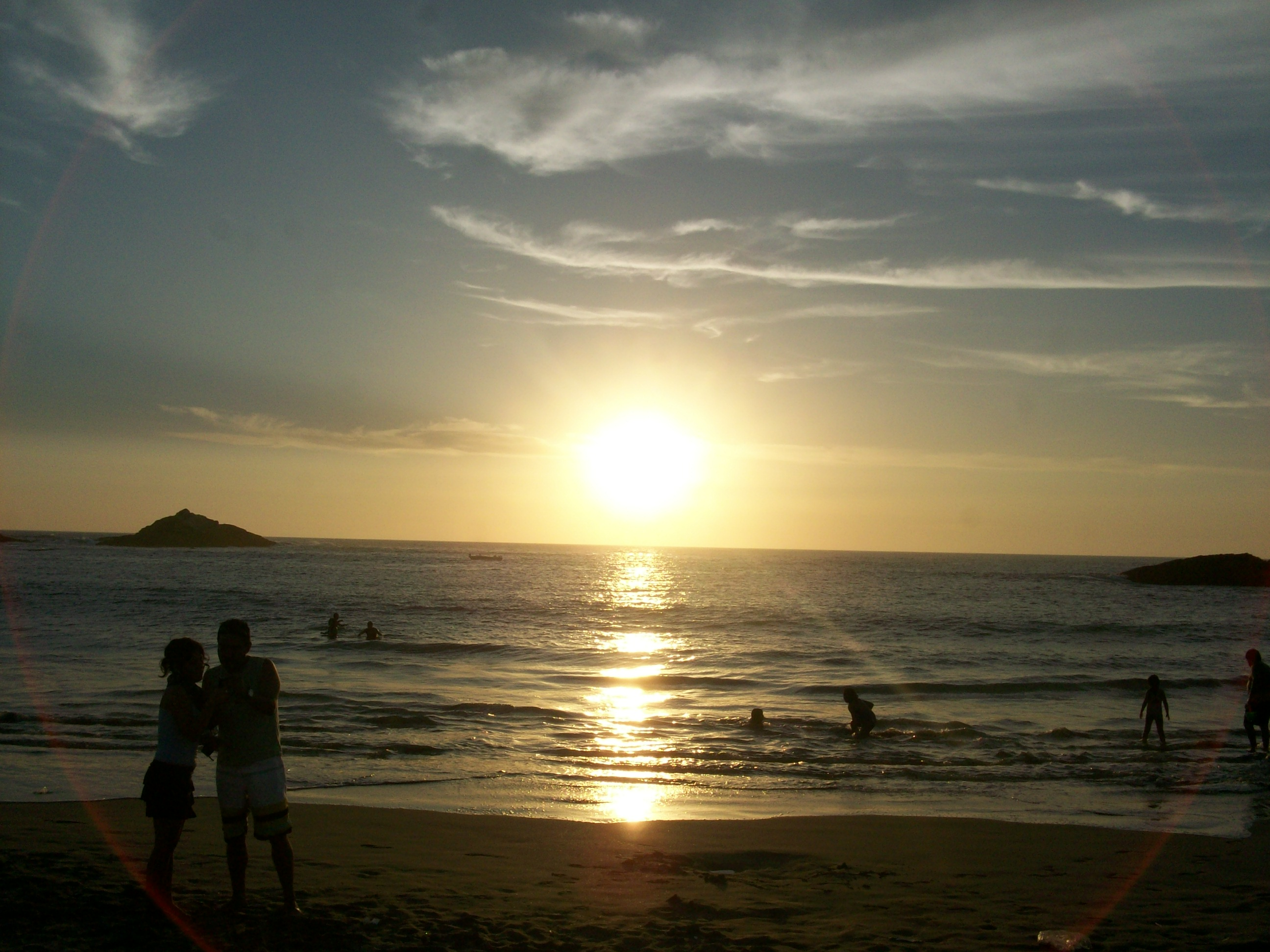
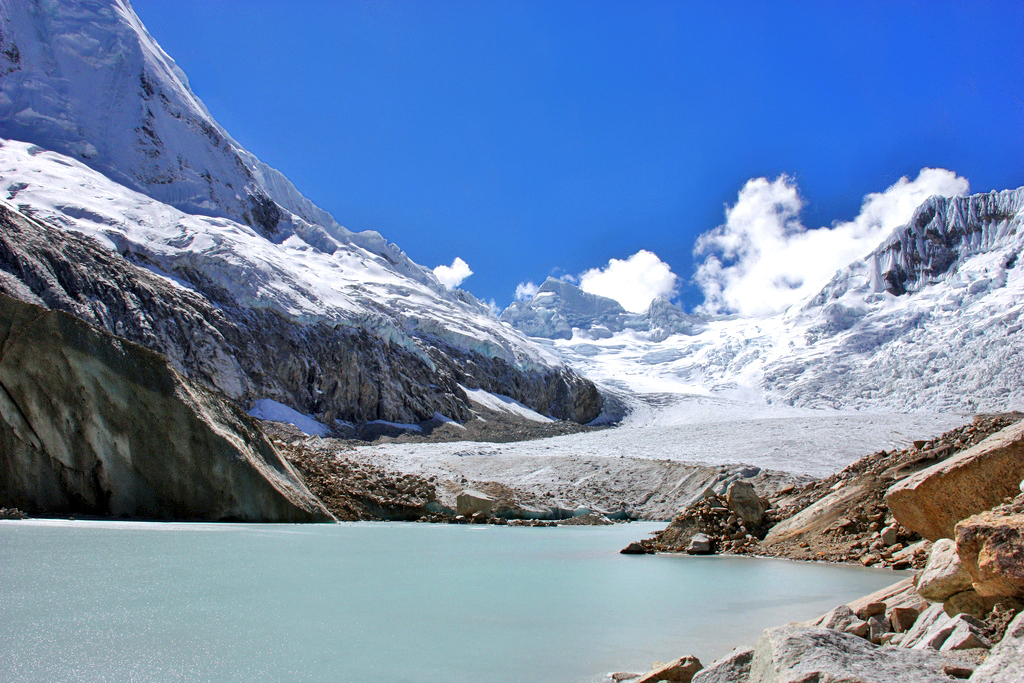
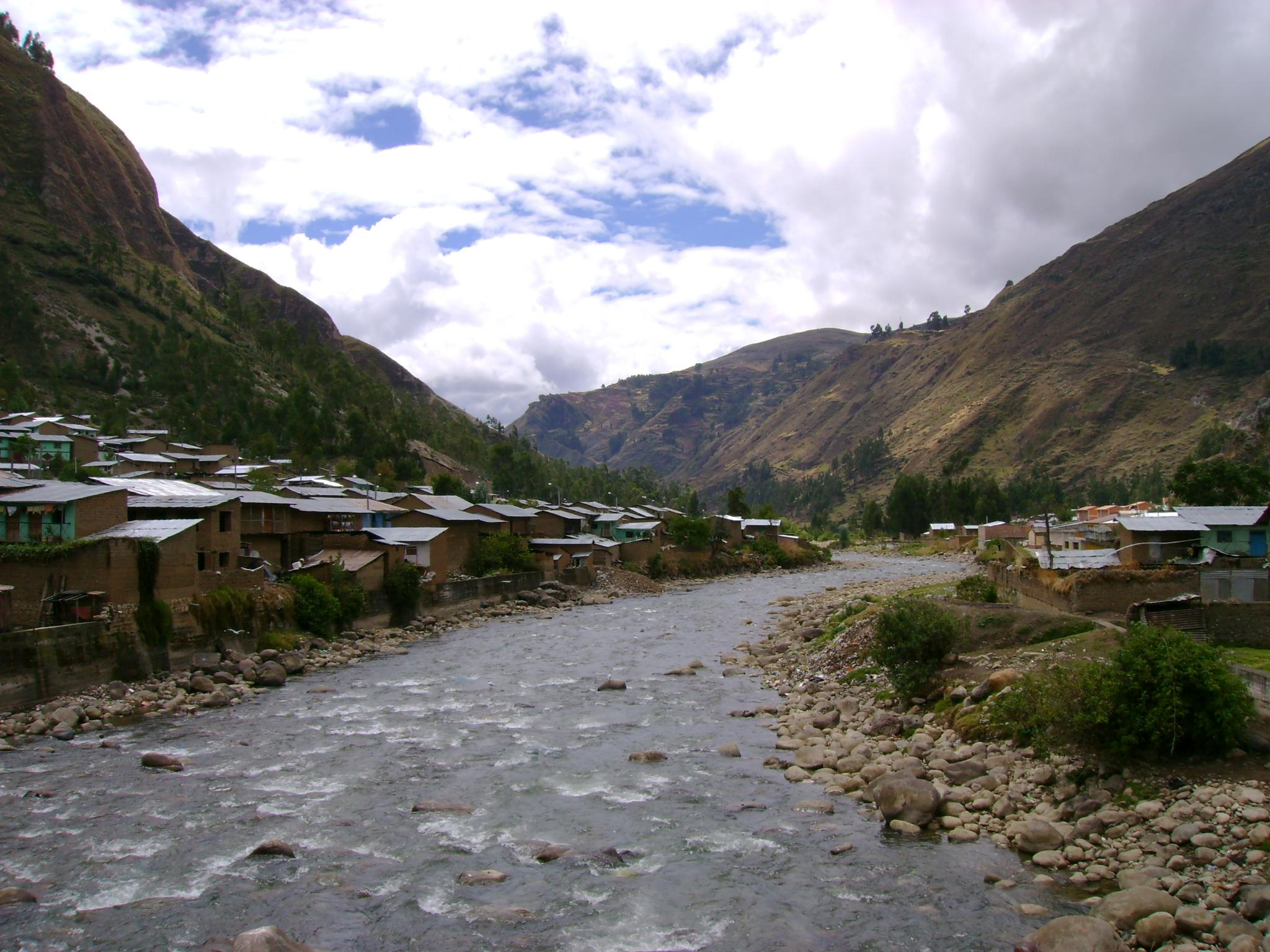
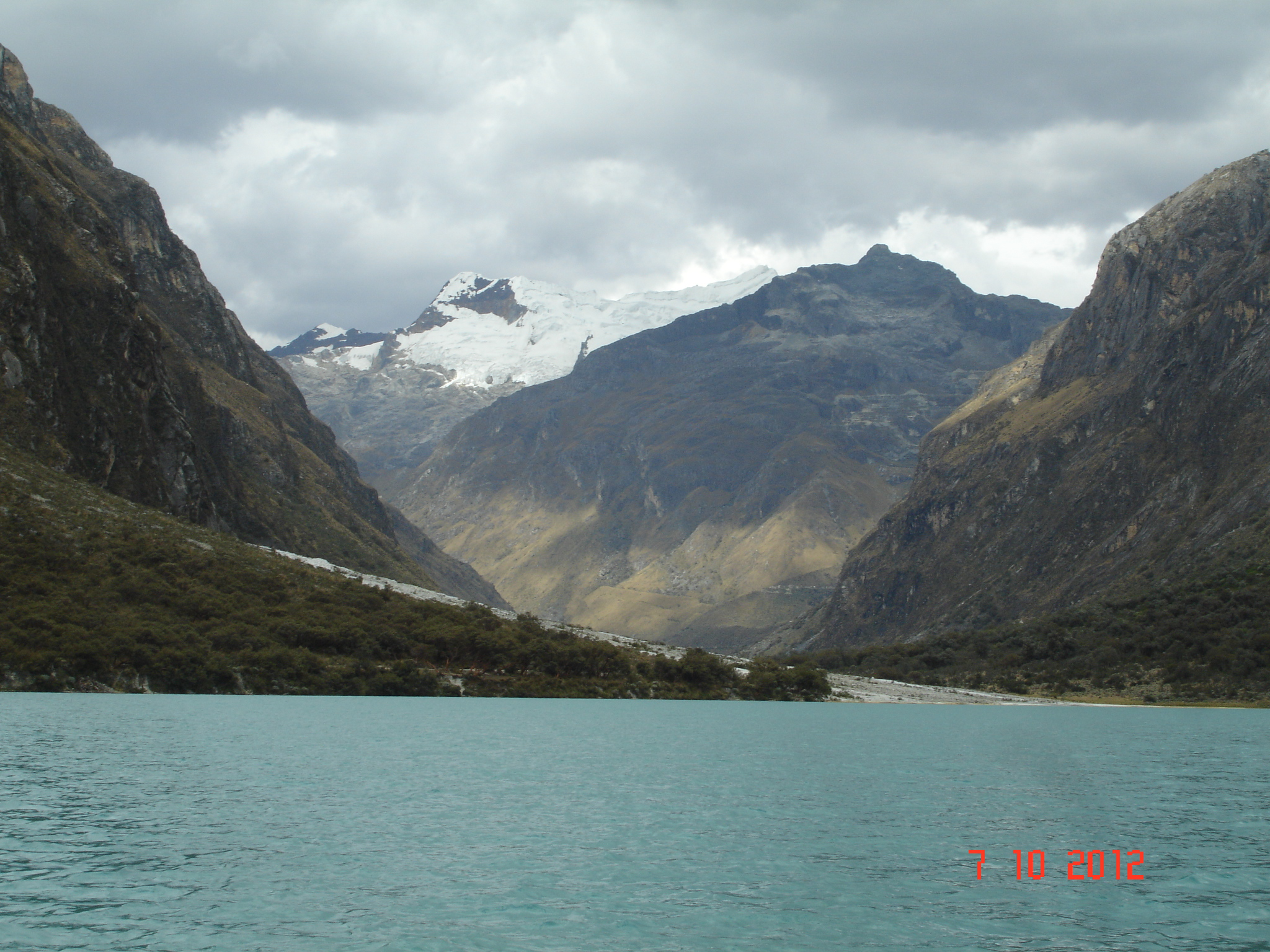
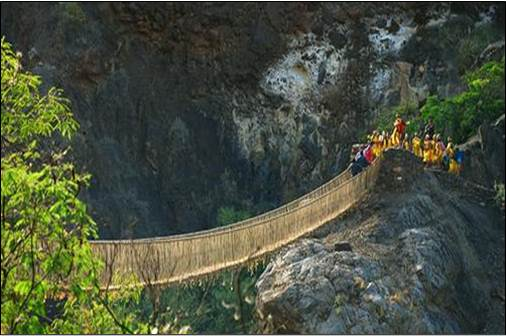
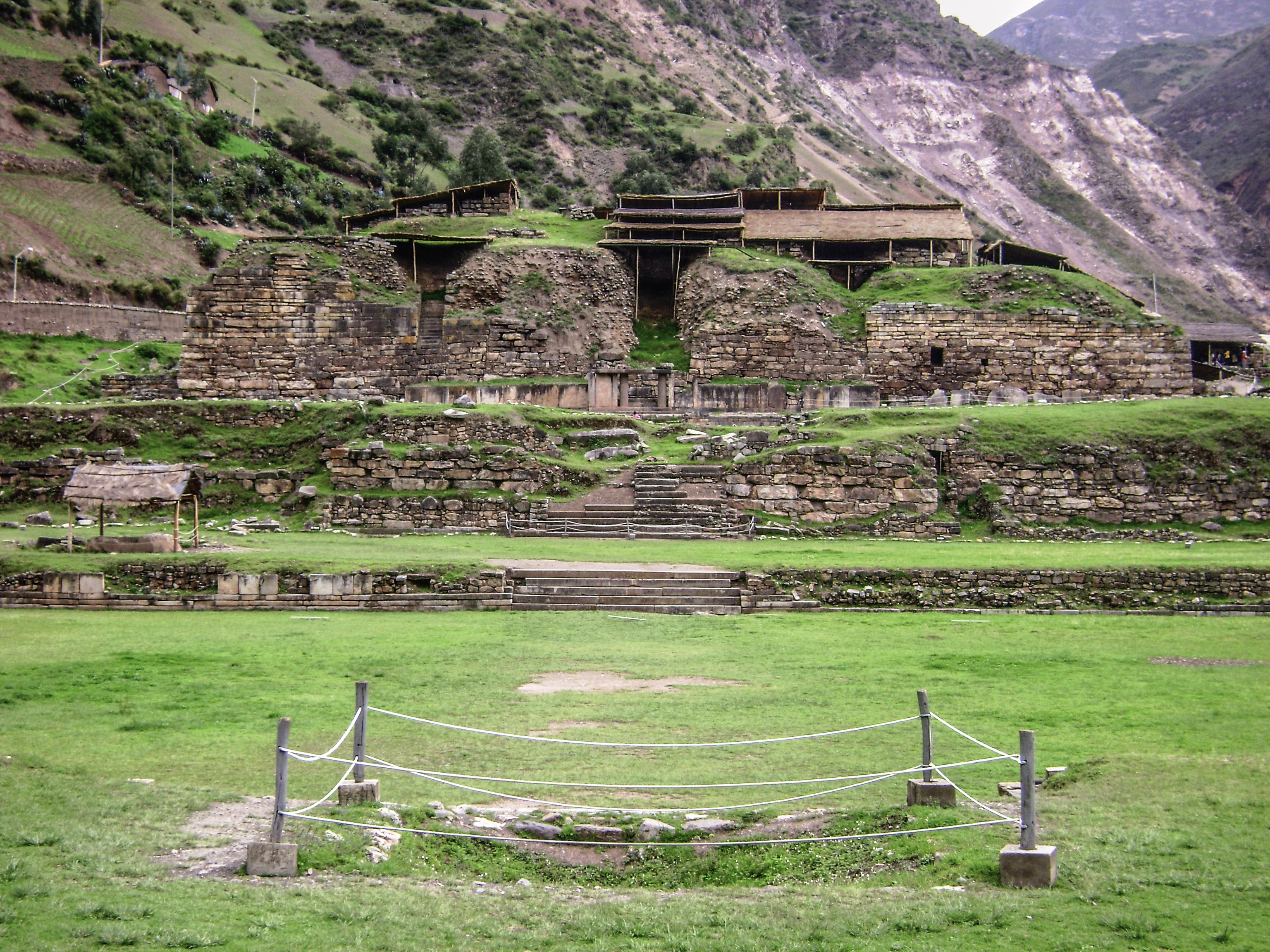
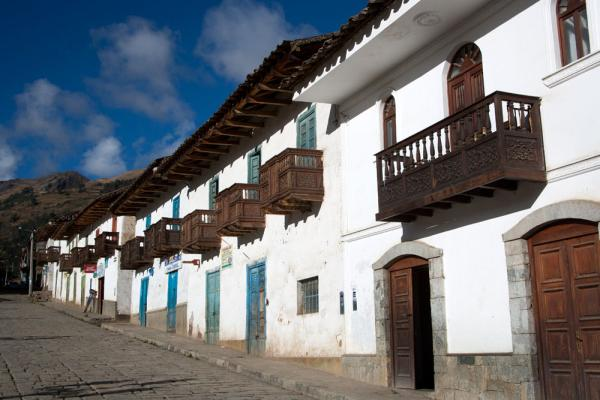
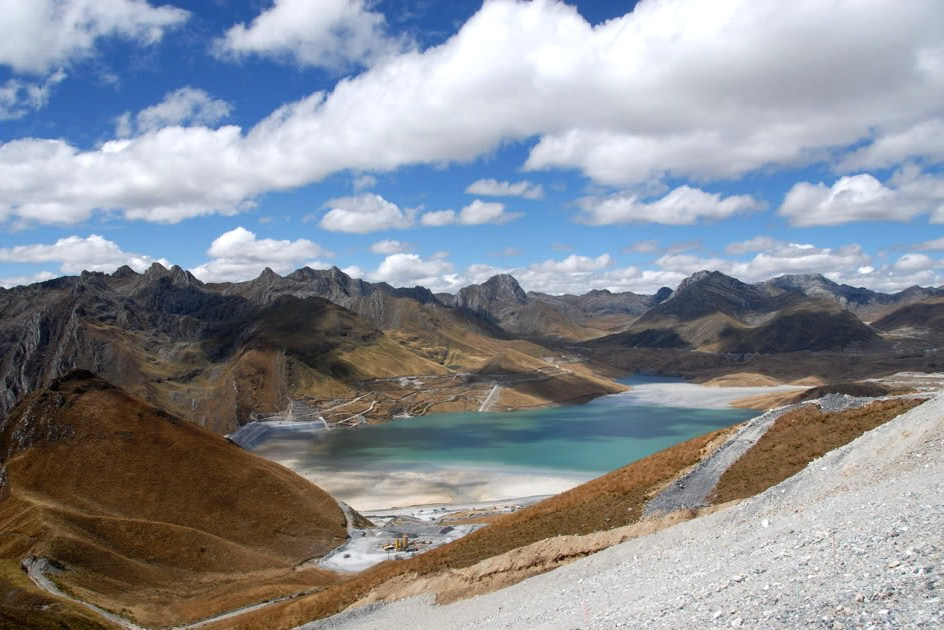
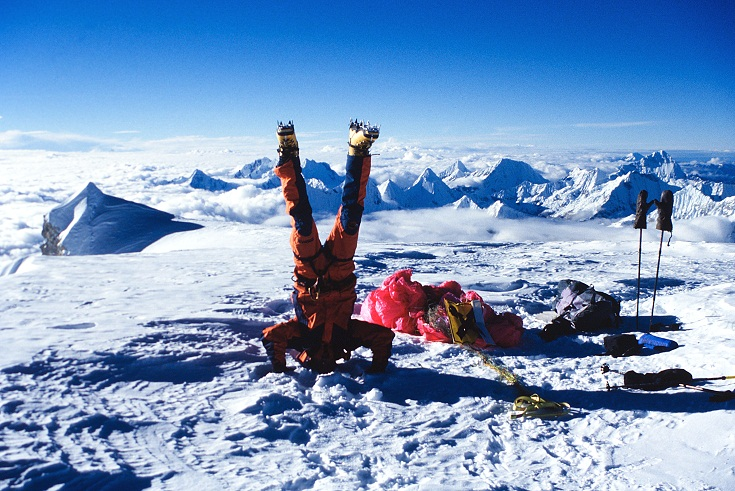
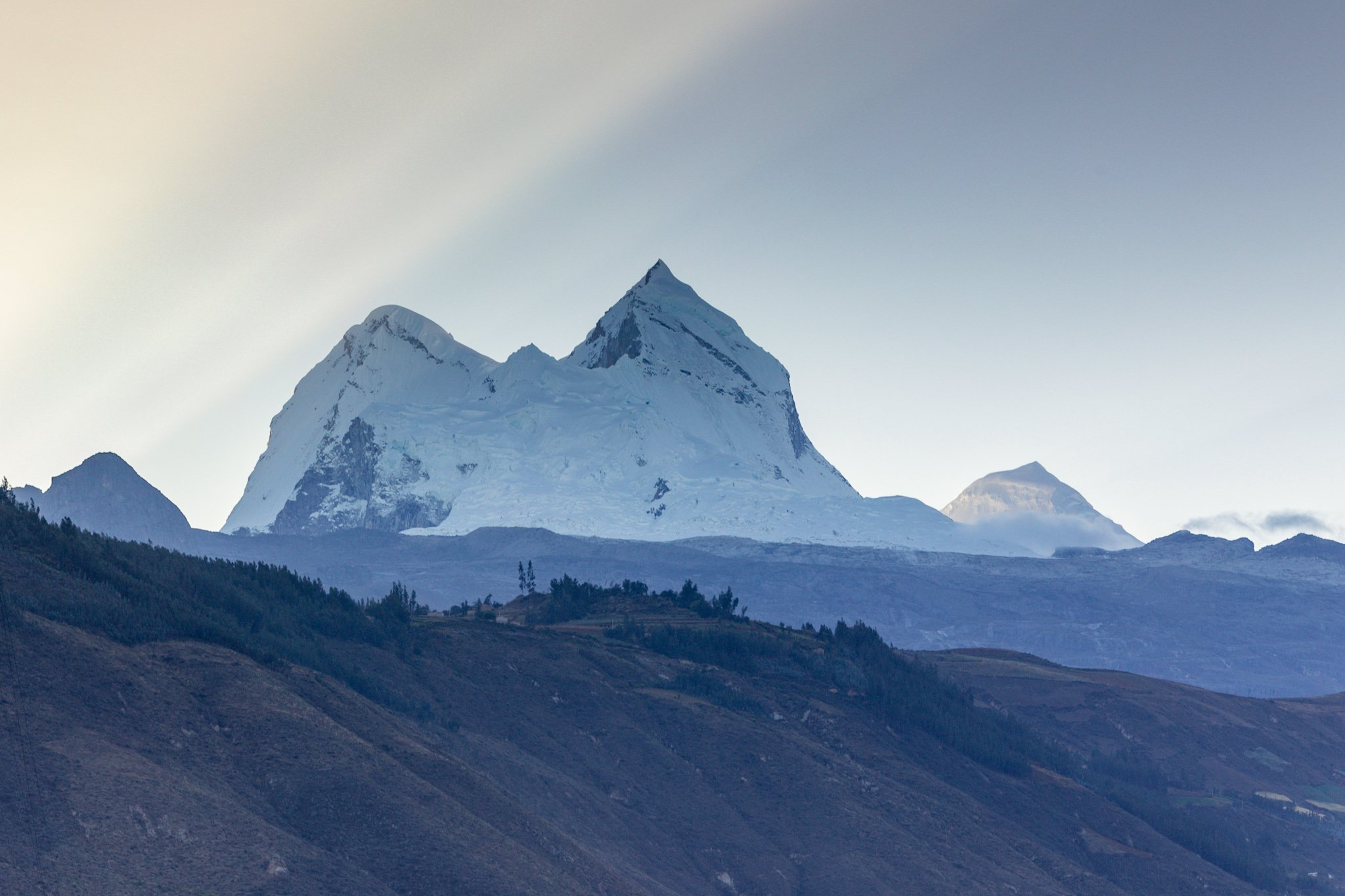
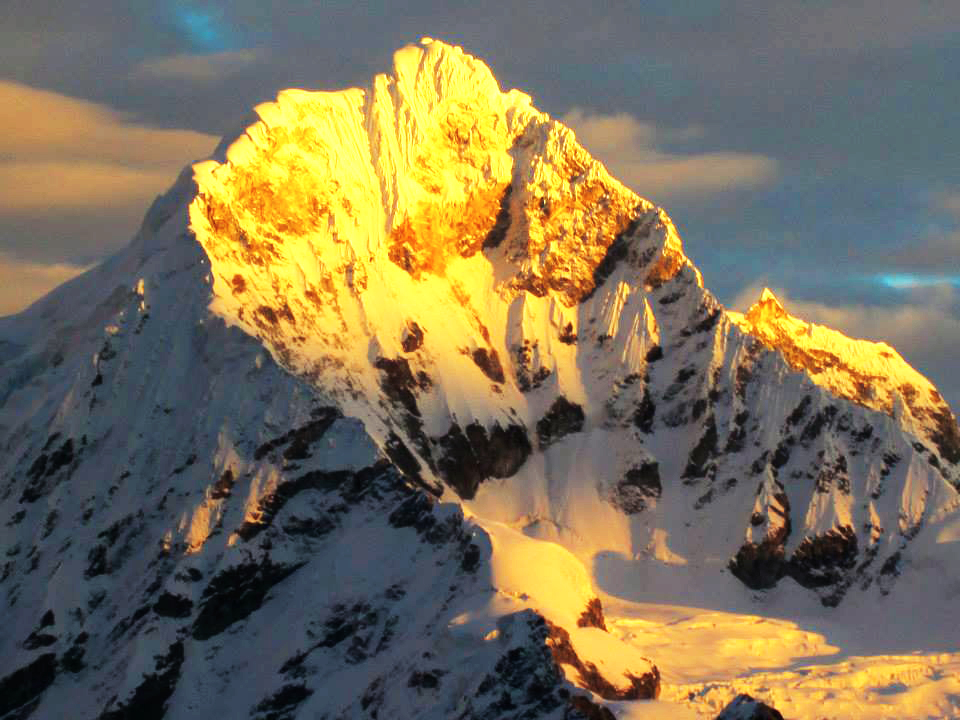
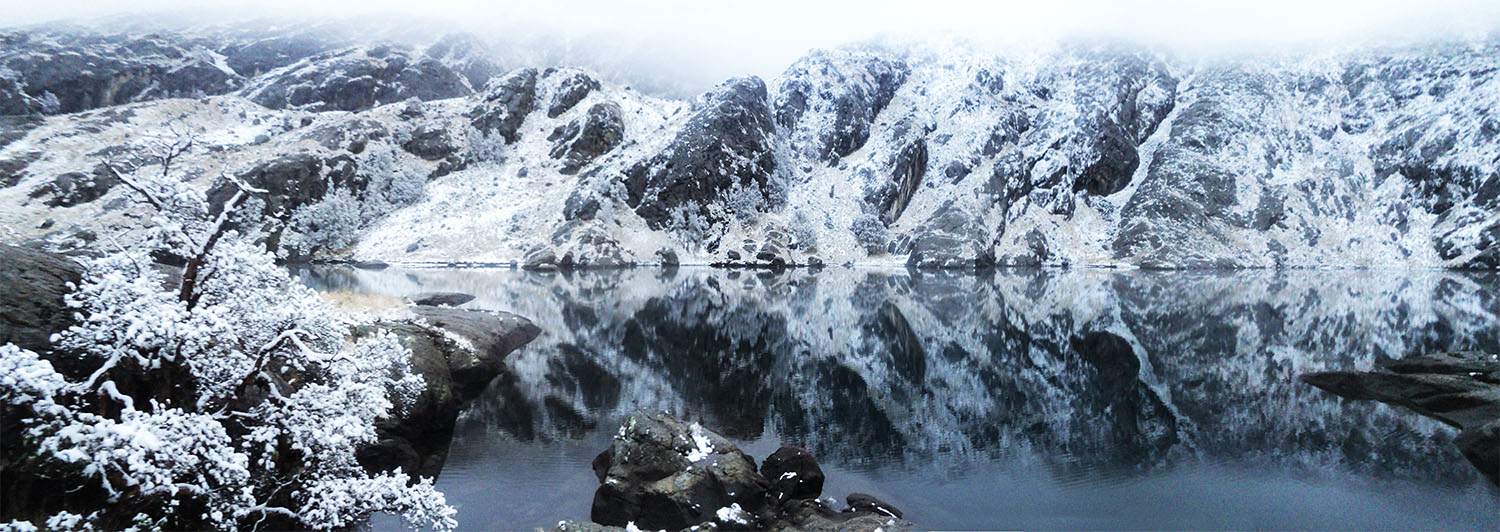
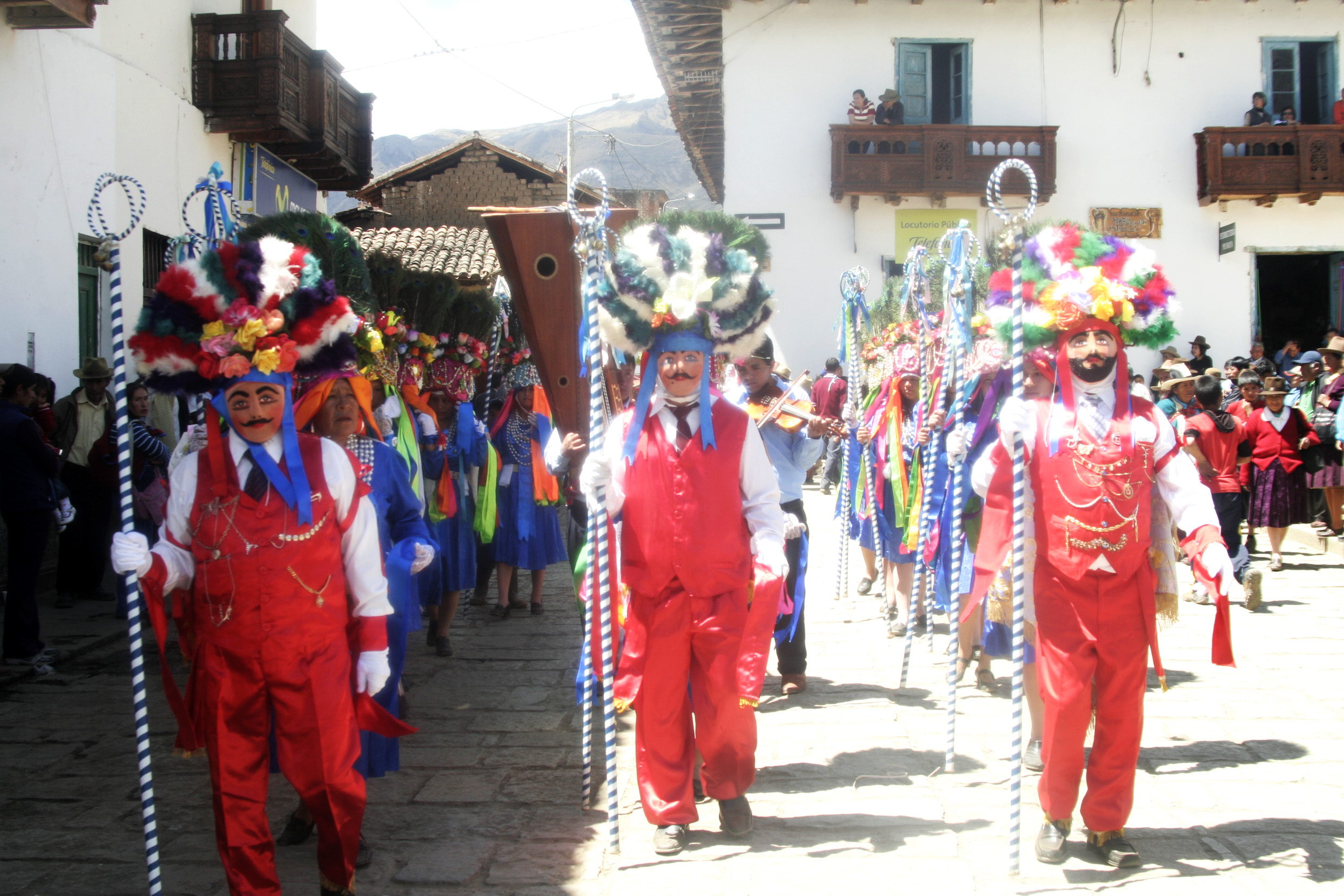
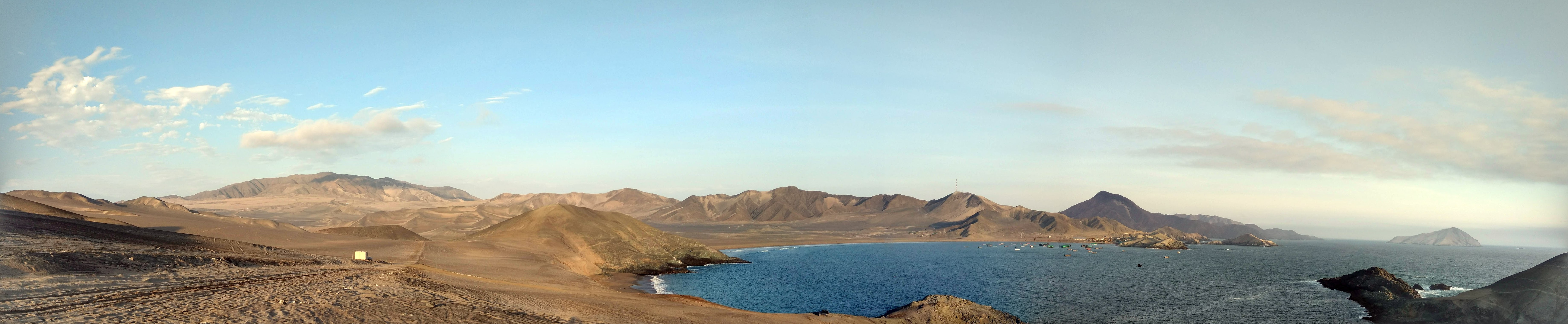
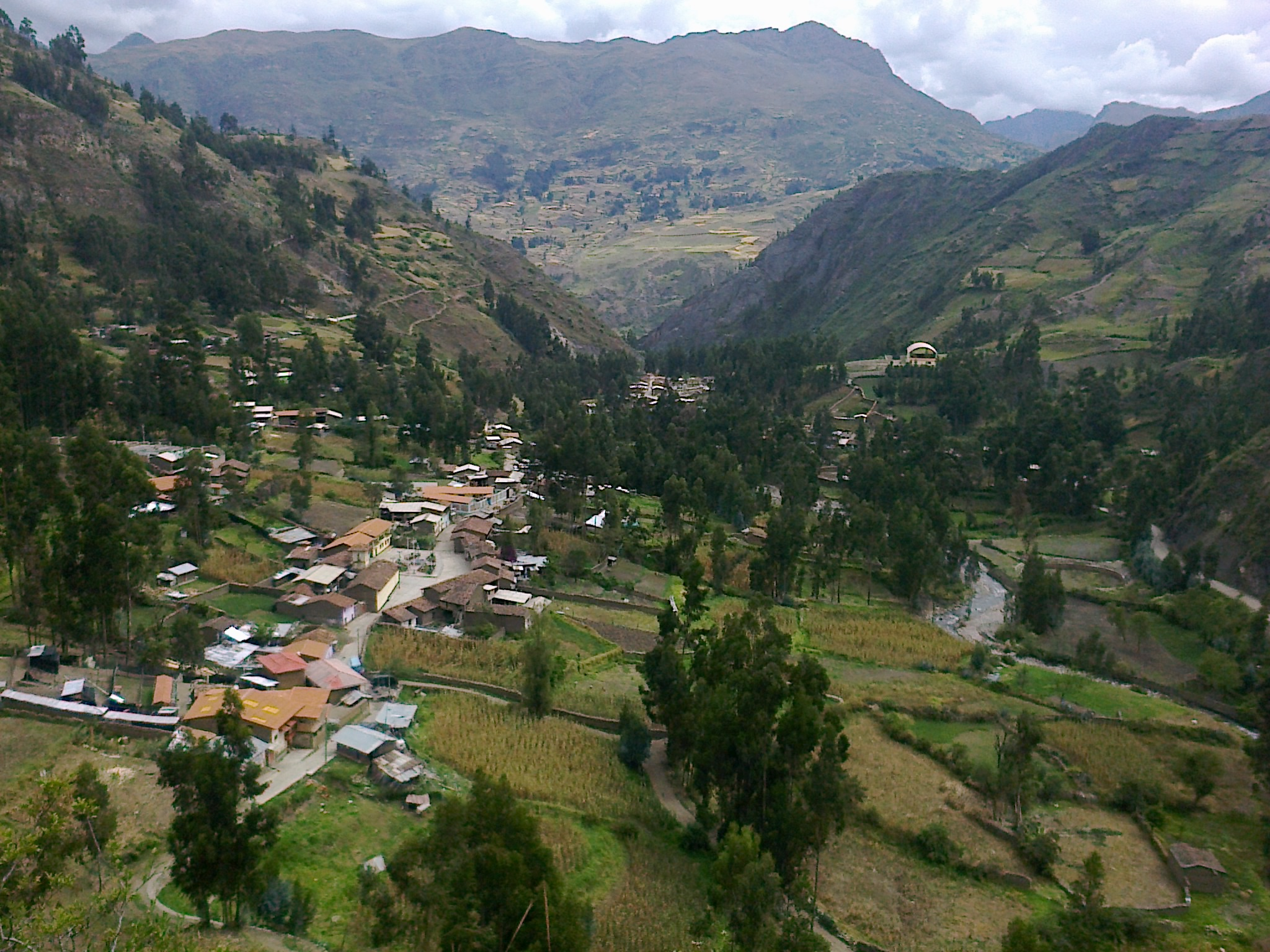
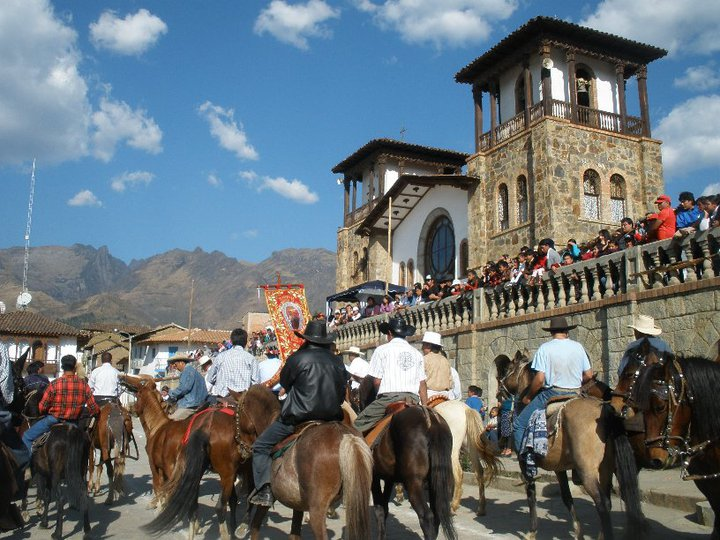
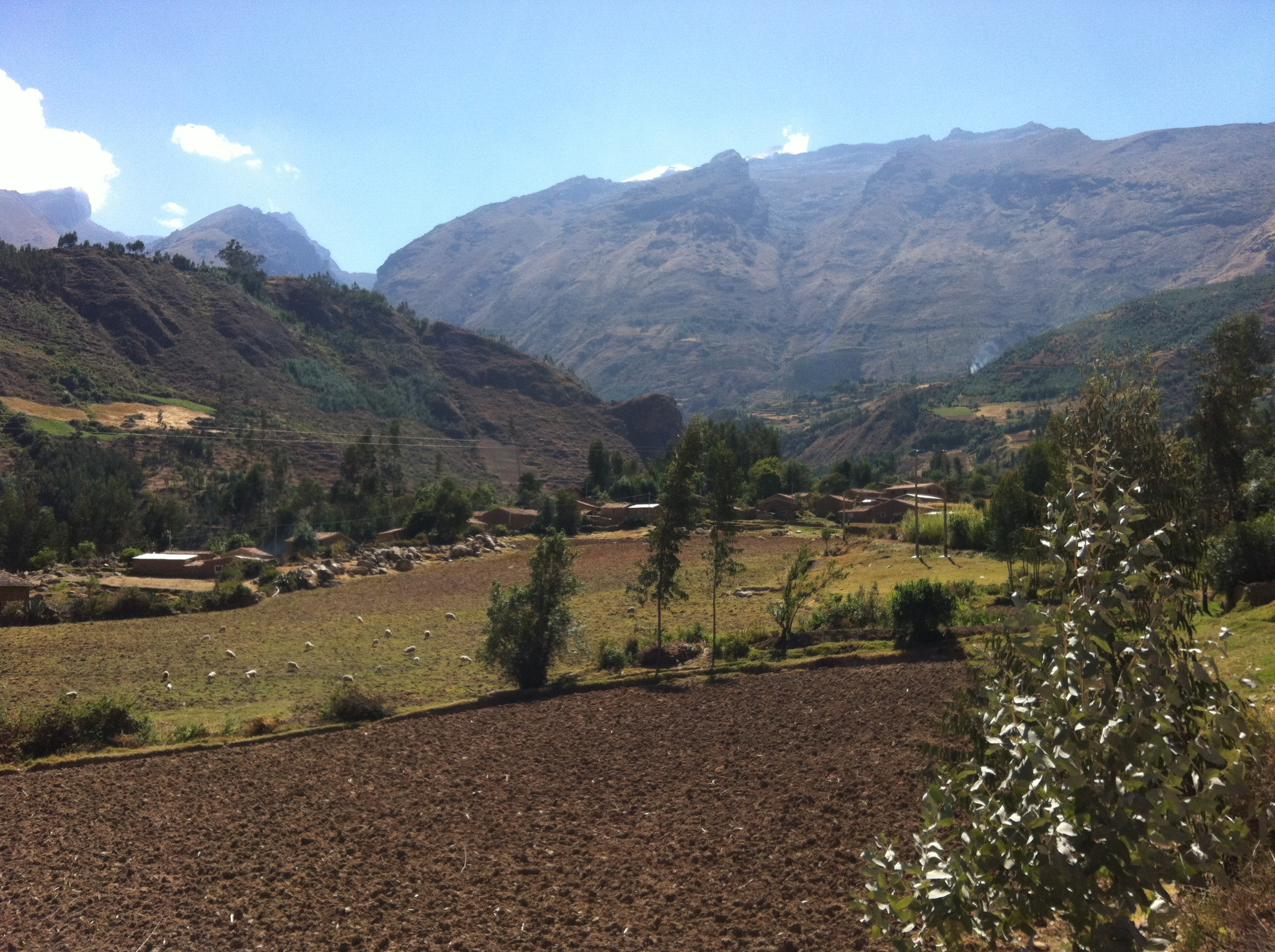
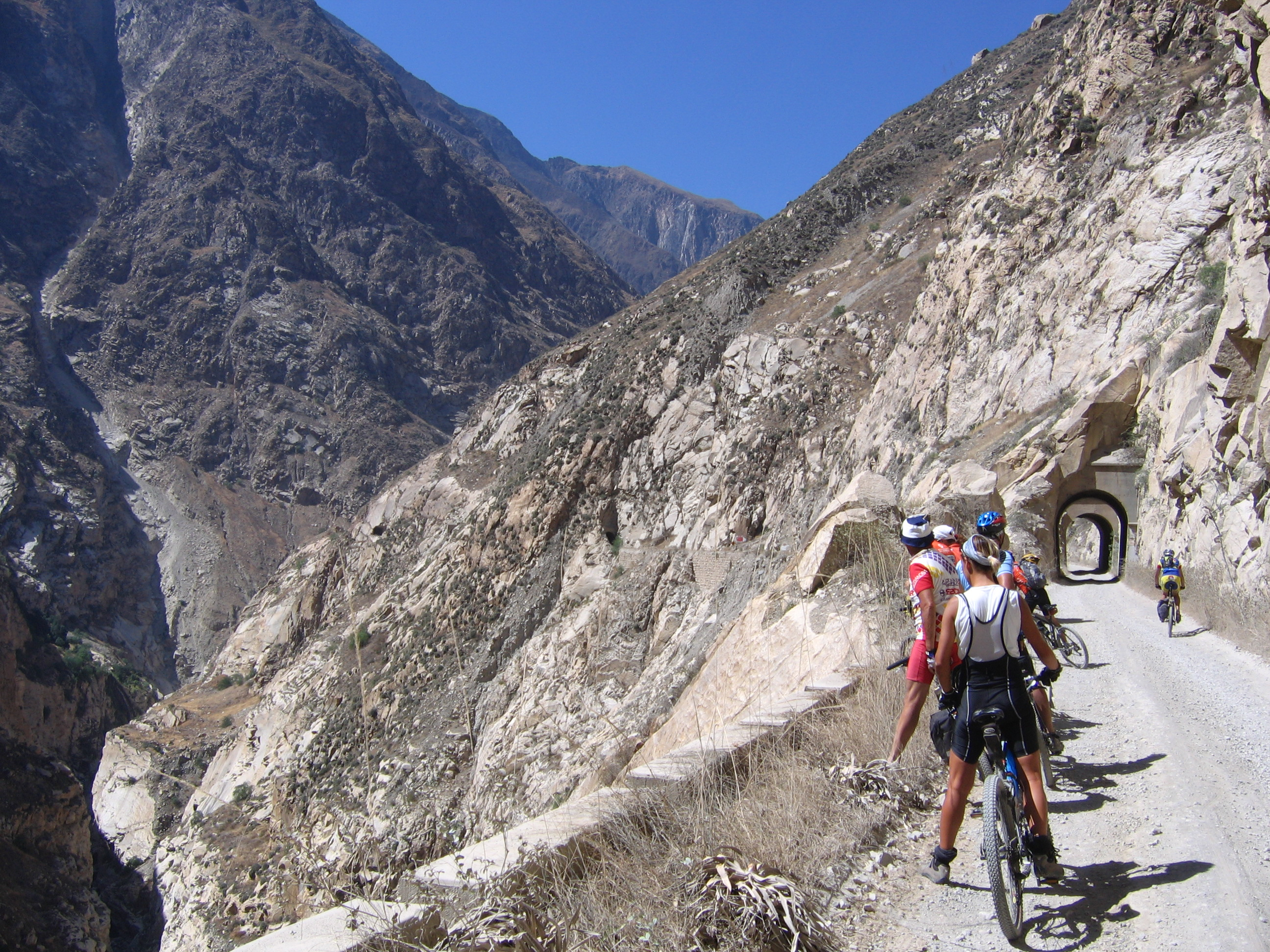
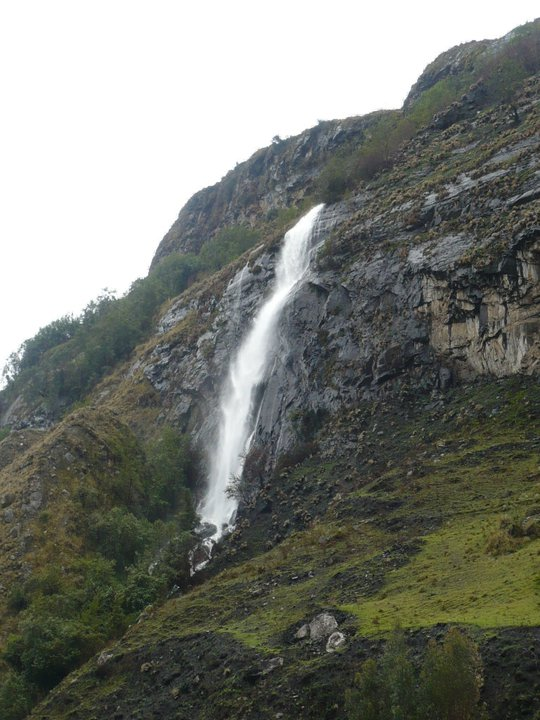
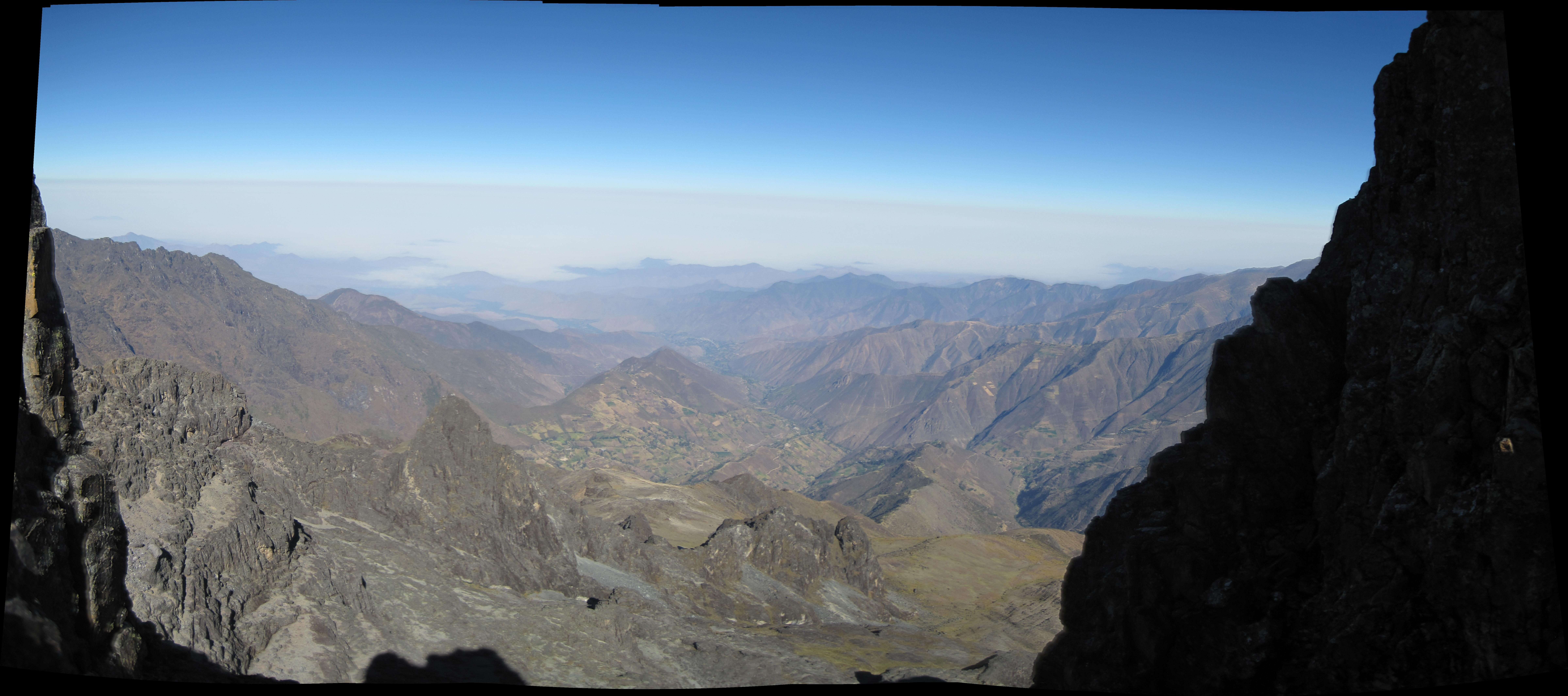
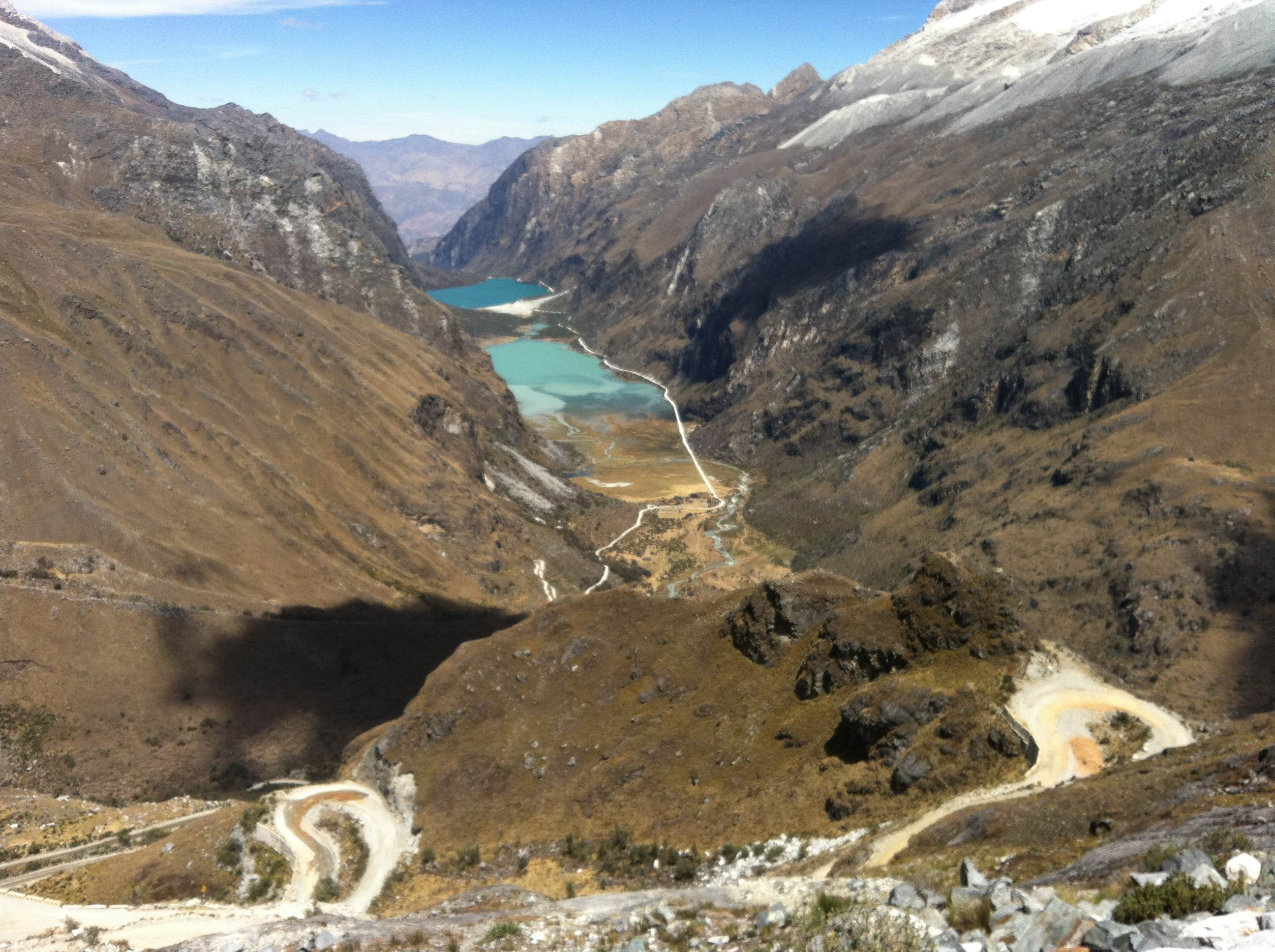
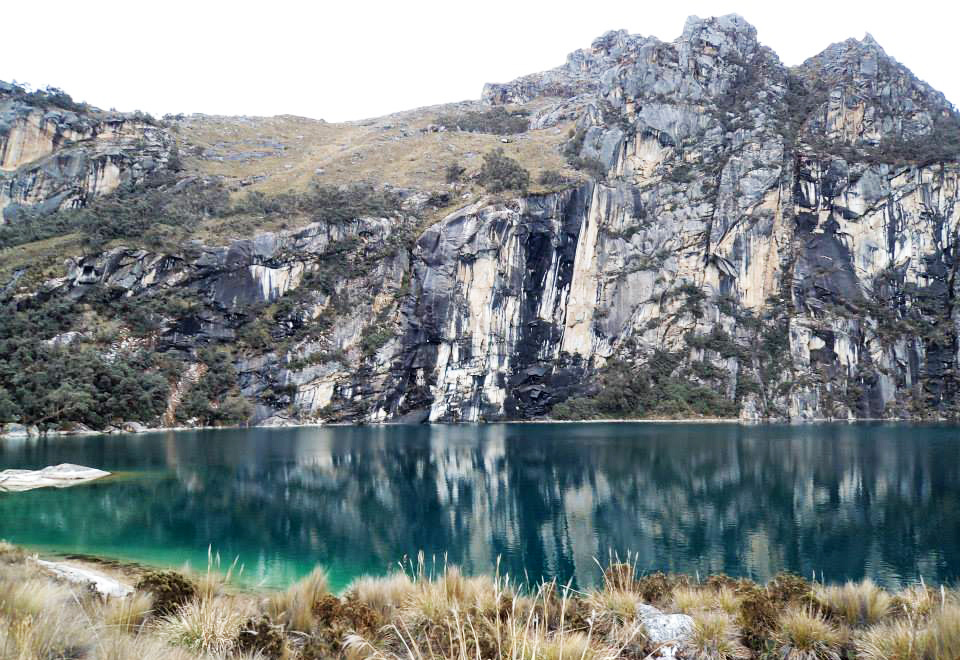
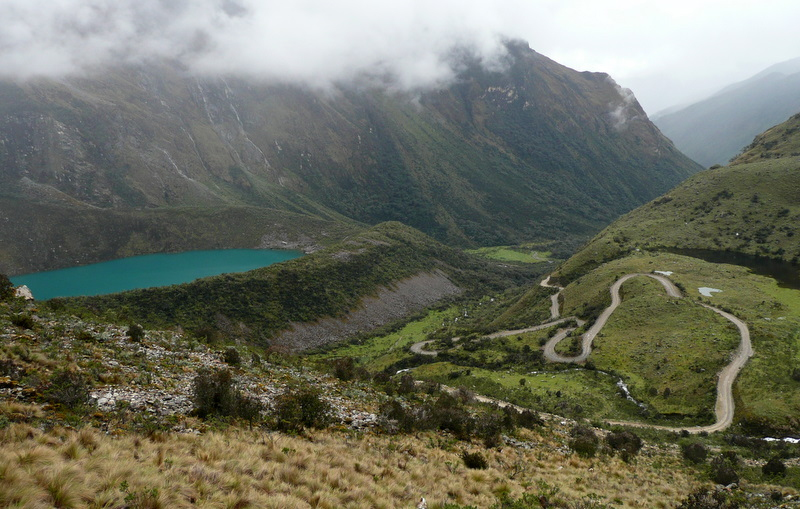
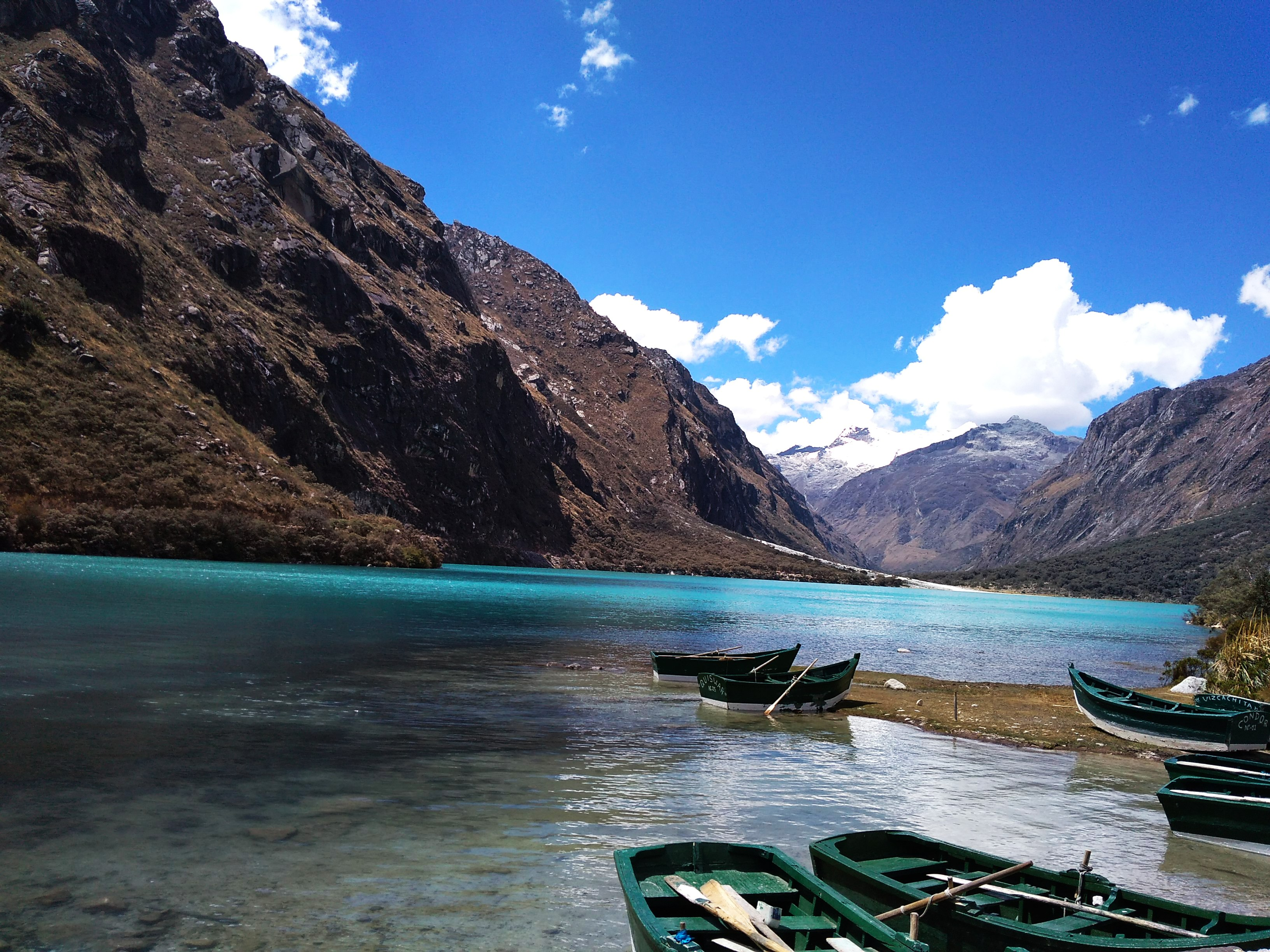
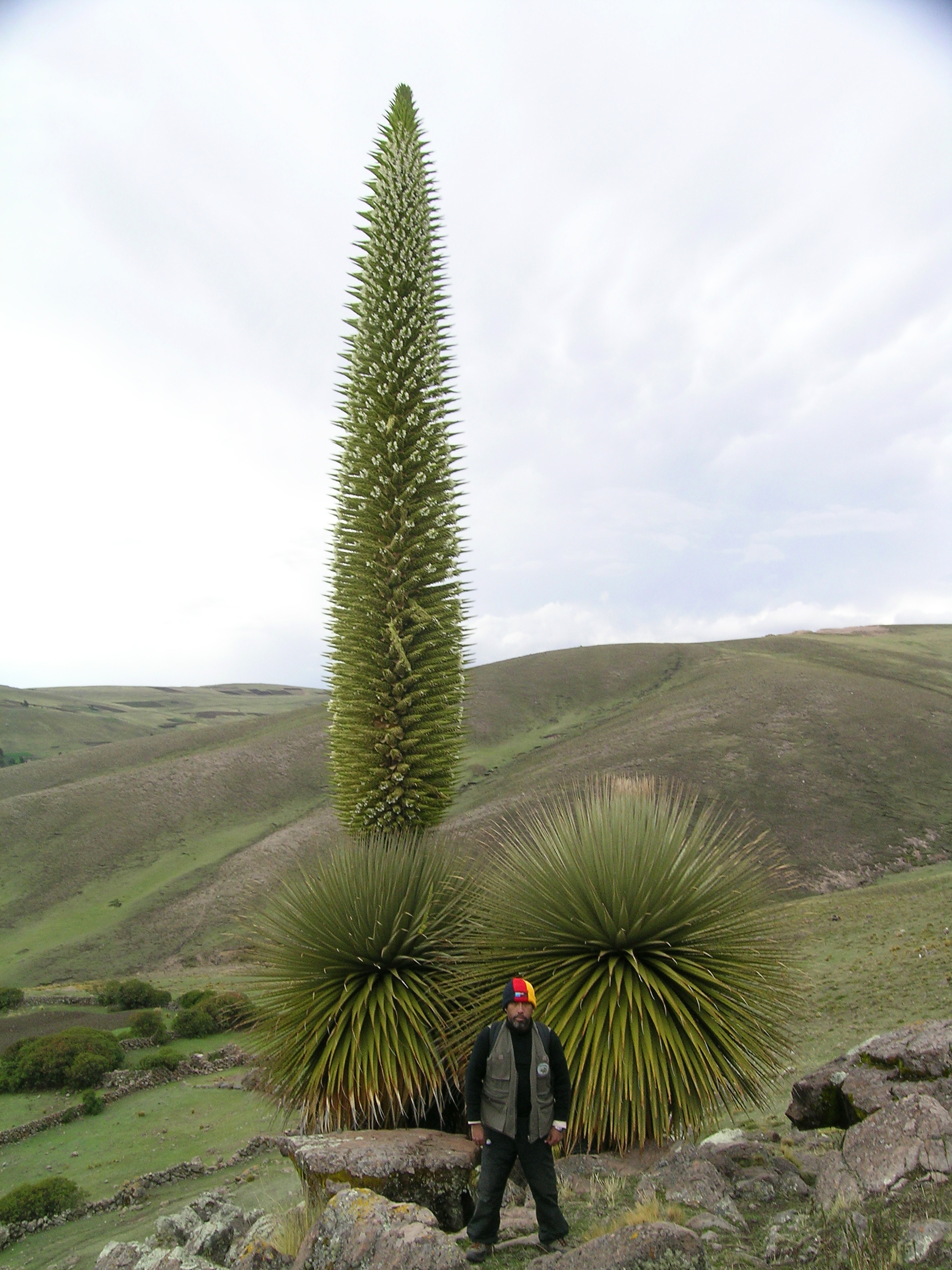

## Административное деление

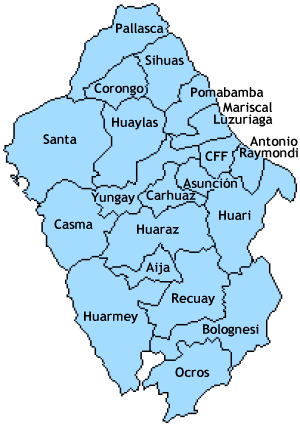
Провинции региона Анкаш.

В административном отношении делится на 20 провинций, которые в свою очередь подразделяются на 166 районов. Провинции включают:
| №  | Провинции                 | Население, чел. (2017) | Площадь, км² | Административный центр |
| -- | ------------------------- | ---------------------- | ------------ | ---------------------- |
| 1  | Айха                      | 6 316                  | 696          | Айха                   |
| 2  | Антонио-Раймонди          | 13 650                 | 562          | Льямельин              |
| 3  | Асунсьон                  | 7 378                  | 529          | Чакас                  |
| 4  | Болоньеси                 | 23 797                 | 3 155        | Чикиан                 |
| 5  | Каруас                    | 45 184                 | 804          | Каруас                 |
| 6  | Карлос-Фермин-Фицкарральд | 17 717                 | 624          | Сан-Луис               |
| 7  | Касма                     | 50 989                 | 2 262        | Касма                  |
| 8  | Коронго                   | 7 532                  | 988          | Коронго                |
| 9  | Уарас                     | 163 936                | 2 493        | Уарас                  |
| 10 | Уари                      | 58 714                 | 2 772        | Уари                   |
| 11 | Уармей                    | 30 560                 | 3 900        | Уармей                 |
| 12 | Уайлас                    | 51 334                 | 2 293        | Карас                  |
| 13 | Марискаль-Лусурьяга       | 20 284                 | 731          | Пискобамба             |
| 14 | Окрос                     | 7 039                  | 2 286        | Окрос                  |
| 15 | Пальяска                  | 23 491                 | 2 101        | Кабана                 |
| 16 | Помабамба                 | 24 794                 | 2 974        | Помабамба              |
| 17 | Рекуай                    | 17 185                 | 2 304        | Рекуай                 |
| 18 | Санта                     | 435 807                | 4 005        | Чимботе                |
| 19 | Сиуас                     | 26 971                 | 1 456        | Сиуас                  |
| 20 | Юнгай                     | 50 841                 | 277          | Юнгай                  |